# Ghakar
Ghakar é uma cidade do Paquistão localizada na província de Punjab.